# Verticillium seriatum
Verticillium seriatum är en svampart som beskrevs av Glockling 1997. Verticillium seriatum ingår i släktet Verticillium och familjen Plectosphaerellaceae.   Inga underarter finns listade i Catalogue of Life.